# GKK Al Fadhili
Koordinaten: 26° 54′ N, 49° 21′ O
Die GKK Al Fadhili ist die erste in Saudi-Arabien im Ort Al Fadhili gelegene Gleichstromkurzkupplung (GKK), welche dazu dient, die Stromnetze im Rahmen der Gulf Cooperation Council Interconnection Authority (GCCIA) zwischen Saudi-Arabien, Bahrain, Kuwait, Vereinigte Arabische Emirate und künftig Oman zu verbinden, um den Austausch von elektrischer Energie zu ermöglichen. Ein direkter Zusammenschluss der mit Dreiphasenwechselstrom betriebenen Stromnetze der einzelnen Länder ist technisch nicht möglich, da das größte Stromnetz in Saudi-Arabien mit einer Netzfrequenz von 60 Hz betrieben wird, während die anderen Golfanrainerstaaten ihre Netze mit 50 Hz betreiben.

## Technische Daten
Die GKK-Anlage weist eine maximale Leistung von 1.800 MW auf und ist in drei einzelne Konverterhallen mit einer Konverterleistung von je 600 MW unterteilt. Der Anschluss erfolgt in das Saudische Stromnetz mit 380 kV/60 Hz und zu den anderen Staaten mit 400 kV/50 Hz. Die Anlage ist mit Thyristoren mit einer maximalen Sperrspannung von 8,5 kV bestückt und wurde im Jahr 2008 von der Firma Areva in Betrieb genommen. Eine Herausforderung stellt die notwendige Kühlung dar, da die Umgebungstemperatur bis zu 55 °C erreicht und Kühlwasser aus der Umgebung nicht direkt zur Verfügung steht.